# Brian Ebersole
Brian Keith Ebersole (La Porte (Indiana), 27 de novembro de 1980 é um lutador de MMA aposentado. Ebersole já competiu em importantes promoções no mundo como Ultimate Fighting Championship, Strikeforce, Shooto, King of the Cage e também já lutou contra grandes lutadores do MMA mundial como Stephan Bonnar, Rick Story, Chris Lytle, Emanuel Newton, entre outros.

## Background
Ebersole cresceu em Bradley, Illinois. Seu avô iniciou a Bradley-Bourbonnais Youth Wrestling Club em Illinois que serviu como o início das artes marciais na vida de Ebersole através do wrestling. Ele começou a lutar quando ele estava no jardim de infância, era um lutador de destaque no ensino fundamental e médio e ganhou bolsas acadêmicas e esportivas para Eastern Illinois University. Ebersole começou a treinar com Matt Hughes na faculdade, o que serviu como uma introdução do MMA em sua vida.
Em novembro de 2000, Ebersole foi preso após uma briga com um jogador de hóquei da Southern Illinois University. Embora as acusações foram posteriormente retiradas, Ebersole perdeu sua bolsa de luta, como resultado e abandonou a faculdade logo depois. Ebersole era um ótimo aluno, mas perdeu a motivação para continuar com sua educação, como ele não podia mais lutar, assim não terminou seus estudos. Depois de deixar a EIU, Ebersole trabalhou em uma fazenda de porcos antes de se mudar para a Califórnia para treinar na American Kickboxing Academy (AKA) com Jon Fitch e Bob Cook.
Ebersole viaja pelo mundo ministrando em camps. Ele treina na Tiger Muay Thai na cidade de Phuket na Tailândia.

### Início de Carreira
Em 2006, Ebersole se mudou para a Califórnia, ele trabalhou com construção civil e também estava trabalhando, em tempo parcial, como um barman, bem como lutar profissionalmente. Ele afirma que a incapacidade de manter a luta como uma profissão em tempo integral tem afetado suas performances nos ringues. Em setembro daquele ano, ele lutou contra Shannon Ritch e venceu a luta por finalização. Mas a Comissão Atlética do Estado da Califórnia (CSAC) afirmou que ele e Ritch tinham realizado luta combinada, e que apesar de ter dominado a luta, Ebersole não fez questão de finalizar a luta quando teve oportunidade, o que chamou a atenção da CSAC sobre essa suposta "entrega de luta". A CSAC caçou sua vitória e o resultado foi mudado para no-contest, além de suspender Ebersole. Por causa disso e da falta de oportunidades globais de MMA para Ebersole, ele decidiu se mudar para a Austrália, onde teve uma performance impressionante no circuito regional, onde conseguiu um cartel de 12 vitórias e três derrotas em cinco anos
Em 2007, Ebersole estava em uma viagem nos Estados Unidos para se despedir de amigos e familiares antes de oficializar a Austrália como sua residência permanente. Lá, ele decidiu fazer uma pequena luta para o IFL contra Alex Schoenauer. Além de perder a luta decisão dividida, ele falhou no teste antidoping pós-luta, que acusou que havia maconha em seu organismo. Ebersole alegou que ele tinha comido brownies de maconha antes de lutar, e não teve tempo para se certificar que limpou seu sistema. Isto resultou em sua segunda suspensão pela CSAC, e reforçou a necessidade de sua mudança para a Austrália para continuar a sua carreira de lutador.

### Ultimate Fighting Championship
Ebersole fez sua estreia no UFC contra Chris Lytle no UFC 127, subsitituindo o lesionado Carlos Condit. Ebersole venceu por decisão unânime após utilizar de ataques pouco ortodoxos e controlar a luta no chão em um combate que lhe rendeu o prêmio de Luta da Noite.
Em sua segunda luta no UFC, Ebersole enfrentou o veteranos Dennis Hallman no UFC 133. Ele venceu a luta por nocaute técnico no primeiro round. 
Ebersole era esperado para enfrentar Rory MacDonald em dezembro de 2010 no UFC 140. No entanto, McDonald foi retirado do card após se lesionar. Ebersole então enfrentou Claude Patrick e venceu por decisão dividida.
Ebersole enfrentou TJ Waldburger em junho de 2012 no UFC on FX: Maynard vs. Guida e venceu por decisão unânime (29-28, 29-28, 29-28).  After the bout Ebersole said that he may try to drop down to the lightweight division.
Fazendo o seu retorno para o octógono um mês após sua última luta, Ebersole substituiu o lesionado Claude Patrick e enfrentou James Head no dia 21 de julho de 2012 no UFC 149. Ebersole obteve sua primeira derrota na promoção após perder por decisão dividida.
Ebersole enfrentou Rick Story no UFC 167 em novembro de 2013. Ebersole perdeu por decisão unânime.
Ebersole enfrentou John Howard em setembro de 2014 no UFC 178. Ele venceu a luta por decisão dividida.
Ebersole era esperado para enfrentar a promessa Alan Jouban em 6 de Junho de 2015 no UFC Fight Night: Boetsch vs. Henderson. No entanto, uma lesão tirou Jouban da luta e ele foi substituído por Omari Akhmedov. Na luta, Ebersole levou um chute na perna que machucou seu joelho, tendo que desistir da luta ao término do primeiro round. Após a luta, Ebersole decidiu encerrar a grande carreira no MMA, levando em consideração sua saúde, por conta das tamanhas batalhas que leva nas costas.

## . Títulos e realizações

### Mixed martial arts
- Ultimate Fighting Championship
  - Luta da Noite (Uma vez) vs. Chris Lytle
- Cage Fighting Championship
  - Cage Fighting Championship Welterweight Championship (Uma vez)

## Cartel no MMA
| Cartel no MMA   |             |             |
| 70 lutas        | 51 vitórias | 17 derrotas |
| Por nocaute     | 14          | 1           |
| Por finalização | 20          | 9           |
| Por decisão     | 17          | 7           |
| Empates         | 1           | 1           |
| No contest      | 1           | 1           |

| Res.    | Cartel      | Oponente            | Método                                | Evento                                      | Data       | Round | Tempo | Local                      | Notas                                                        |
| ------- | ----------- | ------------------- | ------------------------------------- | ------------------------------------------- | ---------- | ----- | ----- | -------------------------- | ------------------------------------------------------------ |
| Derrota | 51-17-1 (1) | Omari Akhmedov      | Nocaute Técnico (desistência)         | UFC Fight Night: Boetsch vs. Henderson      | 06/06/2015 | 1     | 5:00  | New Orleans, Louisiana     | Anunciou a aposentadoria.                                    |
| Vitória | 51-16-1 (1) | John Howard         | Decisão (dividida)                    | UFC 178                                     | 27/09/2014 | 3     | 5:00  | Las Vegas, Nevada          |                                                              |
| Derrota | 50–16–1 (1) | Rick Story          | Decisão (unânime)                     | UFC 167                                     | 16/11/2013 | 3     | 5:00  | Las Vegas, Nevada          |                                                              |
| Derrota | 50–15–1 (1) | James Head          | Decisão (dividida)                    | UFC 149                                     | 21/07/2012 | 3     | 5:00  | Calgary, Alberta           |                                                              |
| Vitória | 50–14–1 (1) | TJ Waldburger       | Decisão (unânime)                     | UFC on FX: Maynard vs. Guida                | 22/6/2012  | 3     | 5:00  | Atlantic City, New Jersey  |                                                              |
| Vitória | 49–14–1 (1) | Claude Patrick      | Decisão (dividida)                    | UFC 140                                     | 10/12/2011 | 3     | 5:00  | Toronto                    |                                                              |
| Vitória | 48–14–1 (1) | Dennis Hallman      | Nocaute técnico (cotoveladas)         | UFC 133                                     | 06/08/2011 | 1     | 4:28  | Philadelphia, Pennsylvania |                                                              |
| Vitória | 47–14–1 (1) | Chris Lytle         | Decisão (unânime)                     | UFC 127                                     | 27/02/2011 | 3     | 5:00  | Sydney                     | Luta da Noite.                                               |
| Vitória | 46–14–1 (1) | Hamish Robertson    | Nocaute técnico (socos)               | LGIOP: Van Diemen's Caged Mayhem            | 29/01/2011 | 1     | N/A   | Tasmania                   |                                                              |
| Vitória | 45–14–1 (1) | Carlos Newton       | Decisão (unânime)                     | Impact FC 1                                 | 10/07/2010 | 3     | 5:00  | Brisbane                   |                                                              |
| Vitória | 44–14–1 (1) | Martin van Staden   | Finalização (triângulo invertido)     | Fight Force 5: Invasion                     | 15/04/2010 | 3     | N/A   | Joanesburgo                |                                                              |
| Vitória | 43–14–1 (1) | Ian James Schaffa   | Finalização (katagatame)              | XMMA 1: Xtreme MMA                          | 20/12/2009 | 2     | 2:34  | Sydney                     |                                                              |
| Vitória | 42–14–1 (1) | Jai Bradney         | Decisão (unânime)                     | CWA: Staunch Cage Wars                      | 09/05/2009 | 3     | 5:00  | Queensland                 |                                                              |
| Vitória | 41–14–1 (1) | Shannon Forrester   | Nocaute (cartwheel kick)              | XFC: Return of the Hulk                     | 14/03/2009 | 1     | N/A   | Perth                      |                                                              |
| Vitória | 40–14–1 (1) | Shane Nix           | Nocaute técnico (socos)               | Cage Fighting Championships 6: Eliminator   | 07/11/2008 | 3     | 3:29  | Sydney                     | Venceu o CFC Welterweight Championship.                      |
| Derrota | 39–14–1 (1) | Hector Lombard      | Finalização (lesão)                   | Cage Fighting Championships 5               | 12/09/2008 | 4     | 1:56  | Sydney                     |                                                              |
| Vitória | 39–13–1 (1) | Wade Henderson      | Finalização (katagatame)              | Cage Fighting Championships 4               | 23/05/2008 | 1     | 1:25  | Sydney                     |                                                              |
| Vitória | 38–13–1 (1) | Dylan Andrews       | Nocaute técnico (socos)               | Cage Fighting Championships 3               | 15/02/2008 | 2     | 4:26  | Sydney                     |                                                              |
| Vitória | 37–13–1 (1) | Gordon Graff        | Decisão (unânime)                     | KOTC: Perth                                 | 05/10/2007 | 2     | 5:00  | Perth                      |                                                              |
| Vitória | 36–13–1 (1) | Jon Valuri          | Decisão (unânime)                     | Shooto Australia: Superfight Australia 1    | 26/05/2007 | 2     | 5:00  | Perth                      |                                                              |
| Derrota | 35–13–1 (1) | Alex Schoenauer     | Decisão (dividida)                    | IFL: Los Angeles                            | 17/03/2007 | 3     | 4:00  | Los Angeles, California    | Falhou no exame antidoping por maconha.                      |
| Vitória | 35–12–1 (1) | David Frendin       | Nocaute técnico (interrupção médica)  | XFC 13: Global Warfare                      | 10/11/2006 | 2     | N/A   | Queensland                 |                                                              |
| Derrota | 34–12–1 (1) | Kyle Noke           | Decisão (majoritária)                 | XFC 12: Oktoberfist                         | 13/10/2006 | 5     | 5:00  | Australia                  |                                                              |
| NC      | 34–11–1 (1) | Shannon Ritch       | Sem Resultado (resultado mudado)      | FCP: Malice at Cow Palace                   | 09/09/2006 | 1     | 3:46  | San Francisco, California  | Havia vencido por finalização; suspeita de "luta arranjada". |
| Vítória | 34–11–1     | Andrew Varney       | Decisão (unânime)                     | LOF 8: Legends of Fighting 8                | 28/07/2006 | 3     | 5:00  | Indianapolis, Indiana      |                                                              |
| Vitória | 33–11–1     | Alex Serdyukov      | Decisão (unânime)                     | ICFO 1: Stockton                            | 13/05/2005 | 3     | 5:00  | Stockton, California       |                                                              |
| Vitória | 32–11–1     | Matt Horwich        | Decisão (unânime)                     | Strikeforce: Shamrock vs. Gracie            | 10/03/2005 | 3     | 5:00  | San Jose, California       |                                                              |
| Vitória | 31–11–1     | Andy Foster         | Decisão (unânime)                     | FT 6: Full Throttle 6                       | 11/02/2005 | 3     | 5:00  | Atlanta, Georgia           |                                                              |
| Derrota | 30–11–1     | Masanori Suda       | Finalização (mata leão)               | Shooto: 1/29 in Korakuen Hall               | 29/01/2005 | 3     | 2:59  | Tóquio                     |                                                              |
| Vitória | 30–10–1     | Gordon Kalimic      | Finalização (katagatame)              | MMA Mexico: Day 1                           | 17/12/2004 | 1     | N/A   | Ciudad Juarez              |                                                              |
| Derrota | 29–10–1     | John Renken         | Decisão (unânime)                     | FFC 12: Freestyle Fighting Championships 12 | 24/09/2004 | 3     | 5:00  | Indiana                    |                                                              |
| Vitória | 29–9–1      | Nick Thompson       | Nocaute técnico (socos)               | FFC 12: Freestyle Fighting Championships 12 | 24/09/2004 | 1     | N/A   | Indiana                    |                                                              |
| Derrota | 28–9–1      | Ed Herman           | Finalização (triângulo)               | SF 5: Stadium                               | 28/08/2004 | 2     | N/A   | Gresham, Oregon            |                                                              |
| Vitória | 28–8–1      | Alexei Veselovzorov | Nocaute técnico (socos)               | Euphoria: Russia vs USA                     | 13/03/2004 | 3     | 2:26  | Atlantic City, New Jersey  |                                                              |
| Vitória | 27–8–1      | Todd Carney         | Decisão (unânime)                     | KOTR: King of the Rockies 1                 | 03/01/2004 | 4     | 5:00  | Fort Collins, Colorado     |                                                              |
| Vitória | 26–8–1      | Shane Tate          | Nocaute técnico (socos)               | EP: XXXtreme Impact                         | 28/12/2003 | 1     | 1:38  | Tijuana                    |                                                              |
| Vitória | 25–8–1      | Emanuel Newton      | Nocaute técnico (socos)               | CFM: Ultimate Fighting Mexico               | 15/11/2003 | 4     | N/A   | Monterrey                  |                                                              |
| Empate  | 24–8–1      | Brad Lynde          | Empate                                | FCC 12: Freestyle Combat Challenge 12       | 18/10/2003 | 2     | 5:00  | Racine, Wisconsin          |                                                              |
| Vitória | 24–8        | Chris Fontaine      | Decisão (unânime)                     | CFM: Octogono Extremo                       | 27/09/2003 | 3     | 4:00  | Monterrey                  |                                                              |
| Derrota | 23–8        | Tony Fryklund       | Finalização (chave de calcanhar)      | Dangerzone 17: Dakota Destruction           | 12/04/2003 | 2     | 4:37  | New Town, North Dakota     |                                                              |
| Vitória | 23–7        | David Harris        | Decisão (unânime)                     | CFM: Cage Fighting Monterrey                | 30/01/2003 | 3     | 5:00  | Monterrey                  |                                                              |
| Vitória | 22–7        | Shannon Ritch       | Nocaute técnico (socos)               | CFM: Ultimate Fighting                      | 26/10/2002 | 1     | 3:40  | Monterrey                  |                                                              |
| Derrota | 21–7        | Bret Bergmark       | Decisão (dividida)                    | UA 4: King of the Mountain                  | 28/09/2002 | 3     | 5:00  | Auberry, California        |                                                              |
| Vitória | 21–6        | Tom Martini         | Finalização (socos)                   | UW: Minnesota                               | 07/09/2002 | 1     | N/A   | Fridley, Minnesota         |                                                              |
| Vitória | 20–6        | Rene Hernandez      | Finalização (katagatame)              | MMA: Cuando Hierve la Sangre                | 31/08/2002 | 2     | N/A   | Monterrey                  |                                                              |
| Vitória | 19–6        | Shane Schartzer     | Finalização (kimura)                  | MMA: Cuando Hierve la Sangre                | 31/08/2002 | 1     | N/A   | Monterrey                  |                                                              |
| Vitória | 18–6        | Joel Blanton        | Nocaute técnico (socos)               | UW: Minnesota                               | 24/08/2002 | 1     | 4:00  | Minneapolis, Minnesota     |                                                              |
| Vitória | 17–6        | Dan Hart            | Finalização técnica (estrangulamento) | CR 4: Cage Rage 4                           | 17/08/2002 | 1     | 1:48  | Kokomo, Indiana            |                                                              |
| Vitória | 16–6        | Nathan McCabe       | Nocaute técnico (socos)               | RFC 1: The Beginning                        | 13/07/2002 | 1     | 2:15  | Las Vegas, Nevada          |                                                              |
| Vitória | 15–6        | Desmond Peterson    | Finalização (socos)                   | BEFC 2: Big Easy Fighting 2                 | 28/06/2002 | 1     | N/A   | New Orleans, Louisiana     |                                                              |
| Vitória | 14–6        | Rich Guerin         | Decisão                               | CLM 2: Combate Libre Mexico 2               | 26/04/2002 | N/A   | N/A   | México                     |                                                              |
| Vitória | 13–6        | Edwin Aguilar       | Finalização (mata leão)               | CLM 2: Combate Libre Mexico 2               | 26/04/2002 | N/A   | N/A   | México                     |                                                              |
| Vitória | 12–6        | Chris Gates         | Finalização (chave de braço)          | CLM 2: Combate Libre Mexico 2               | 26/04/2002 | N/A   | N/A   | México                     |                                                              |
| Derrota | 11–6        | Jay Massey          | Finalização (mata leão)               | TCC: Battle of the Badges                   | 13/04/2002 | 1     | N/A   | Hammond, Indiana           |                                                              |
| Vitória | 11–5        | Jamie Schell        | Nocaute (soco)                        | UW: Horn vs Wikan                           | 02/03/2003 | 2     | 0:43  | Minnesota                  |                                                              |
| Vitória | 10–5        | Josh Mueller        | Finalização (mata leão)               | UW: Battle for the Belts                    | 02/03/2002 | 1     | 0:37  | Minnesota                  |                                                              |
| Derrota | 9–5         | Kerry Schall        | Finalização (chave de joelho)         | UW: Battle for the Belts                    | 08/12/2001 | 1     | 3:15  | Fridley, Minnesota         |                                                              |
| Vitória | 9–4         | Mark Lowry          | Finalização (katagatame)              | UW: Battle for the Belts                    | 08/12/2001 | 1     | 3:22  | Fridley, Minnesota         |                                                              |
| Derrota | 8–4         | Stephan Bonnar      | Finalização (guilhotina)              | IHC 3: Exodus                               | 10/11/2001 | 1     | 0:51  | Hammond, Indiana           | Estreia no Peso Leve                                         |
| Vitória | 8–3         | Eric Zent           | Finalização (estrangulamento)         | CR 3: Cage Rage 3                           | 20/10/2001 | 2     | 1:00  | Kokomo, Indiana            |                                                              |
| Vitória | 7–3         | Ed Meyers           | Finalização (estrangulamento)         | CR 3: Cage Rage 3                           | 20/10/2001 | 1     | 3:36  | Kokomo, Indiana            |                                                              |
| Derrota | 6–3         | Adrian Serrano      | Finalização (mata leão)               | TCC: Total Combat Challenge                 | 29/09/2001 | 1     | 5:10  | Hammond, Indiana           |                                                              |
| Vitória | 6–2         | Darrell Smith       | Finalização (chave de braço)          | FFCC: Finke's Full Contact Challenge        | 21/05/2001 | 2     | N/A   | Highland, Indiana          |                                                              |
| Vitória | 5–2         | Josh Hoover         | Finalização (slam)                    | FFCC: Finke's Full Contact Challenge        | 21/05/2001 | 3     | N/A   | Highland, Indiana          |                                                              |
| Vitória | 4–2         | Eddie Sanchez       | Decisão (unânime)                     | FFCC: Finke's Full Contact Challenge        | 30/04/2001 | 2     | 5:00  | Highland, Indiana          |                                                              |
| Derrota | 3–2         | Jay Massey          | Finalização (chave de braço)          | MMA: Invitational 4                         | 18/11/2000 | 1     | 1:22  | Hammond, Indiana           |                                                              |
| Vitória | 3–1         | Jeremy Morrison     | Finalização (chave de braço)          | FFCC: Finke's Full Contact Challenge        | 28/07/2000 | 1     | N/A   | Highland, Indiana          |                                                              |
| Vitória | 2–1         | Enrique Lowe        | Finalização (chave de braço)          | FFCC: Finke's Full Contact Challenge        | 16/06/2000 | 1     | 3:50  | Highland, Indiana          |                                                              |
| Vitória | 1–1         | Jose Garcia         | Finalização (mata leão)               | TCC: Total Combat Challenge                 | 10/06/2000 | 1     | N/A   | Chicago, Illinois          |                                                              |
| Derrota | 0–1         | Chris Albandia      | Decisão                               | TCC: Total Combat Challenge                 | 24/02/2000 | 1     | 10:00 | Chicago, Illinois          |                                                              |